# Pacto do Mayflower

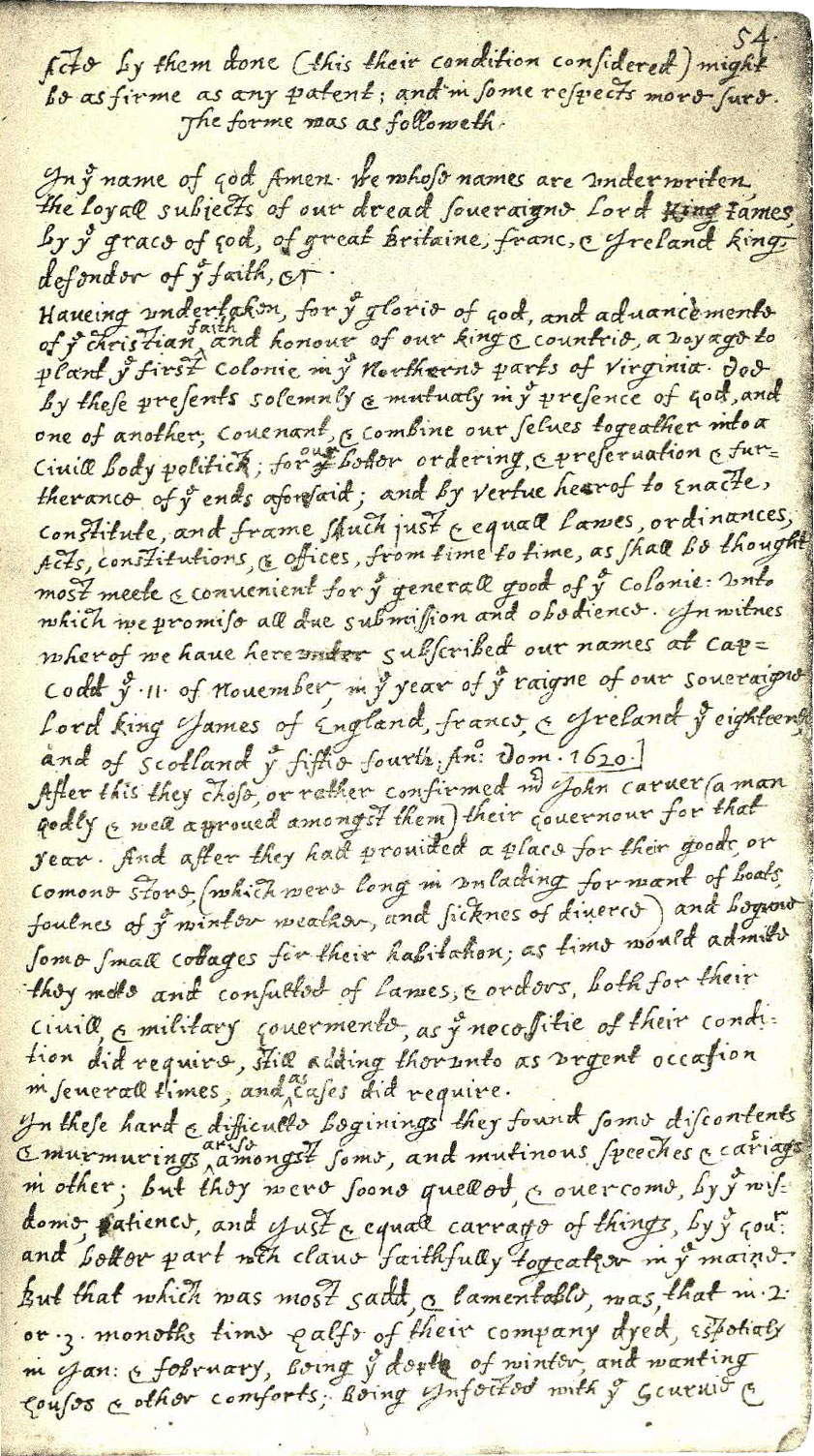
A transcrição de Bradford do pacto

O Pacto do Mayflower foi o primeiro documento governamental da colônia de Plymouth. Foi escrito pelos Peregrinos que cruzaram o Atlântico a bordo do Mayflower e assinado em 11 de novembro de 1620 por 41 dos 101 passageiros, no local hoje conhecido como baía de Provincetown, próximo ao Cabo Cod.

## Razões para o pacto
O pacto ordinário Mayflower originariamente deveria se dirigir ao Rio Hudson, em terras destinadas pelo governo britânico para colonização, mas por percalços durante a viagem acabou em Provincetown.
Alguns passageiros, que não eram membros da congregação religiosa, começaram a alegar que por não estarem no local ao qual se destinavam deveriam poder usar sua liberdade como lhes aprouvesse, que não haveria poder que os comandasse. Para prevenir problemas, alguns peregrinos decidem estabelecer um governo e para isso escrevem um documento. Era essencialmente um contrato social, no qual os participantes consentiam em seguir as regras para possibilitar a sobrevivência do grupo.

## O documento
O documento original se perdeu, sobrando apenas uma transcrição manuscrita, por William Bradford, geralmente aceita como acurada pelos historiadores, e mantida na Biblioteca Pública de Massachusetts. É considerado um modelo de documento constitucional, porém com a óbvia diferença de que houve participação direta dos interesses e dos envolvidos ao contrário do que ocorre nas supostas democracias pós-modernas onde as constituições são impostas por supostos representantes não-diretos que muitas vezes não reflete os reais interesses dos seus supostos representados.